# Wilde Division

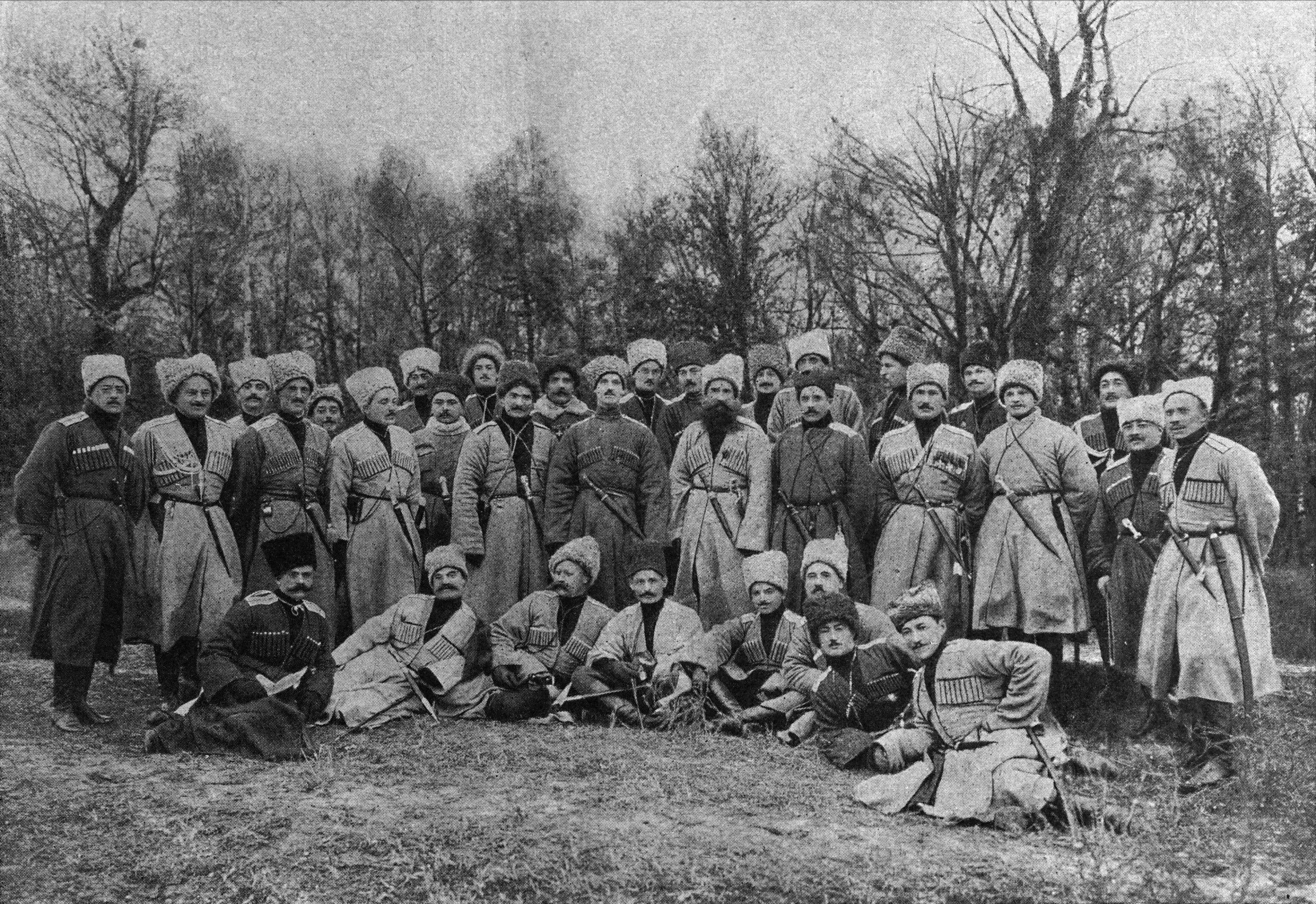
Großfürst Michail Alexandrowitsch Romanow, und die Offiziere der Wilden Division 1914

Soldaten der Wilden Division, 1917

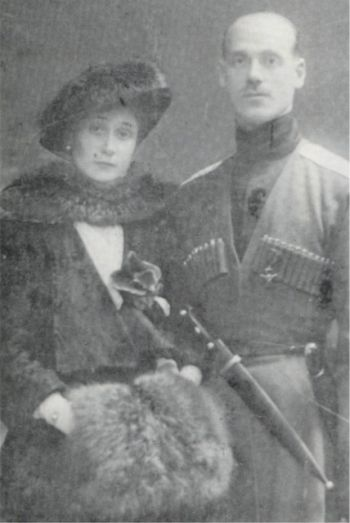
Der Kommandeur der Wilden Division, Großfürst Michail Alexandrowitsch Romanow in typischer Uniform mit seiner Frau Natalia

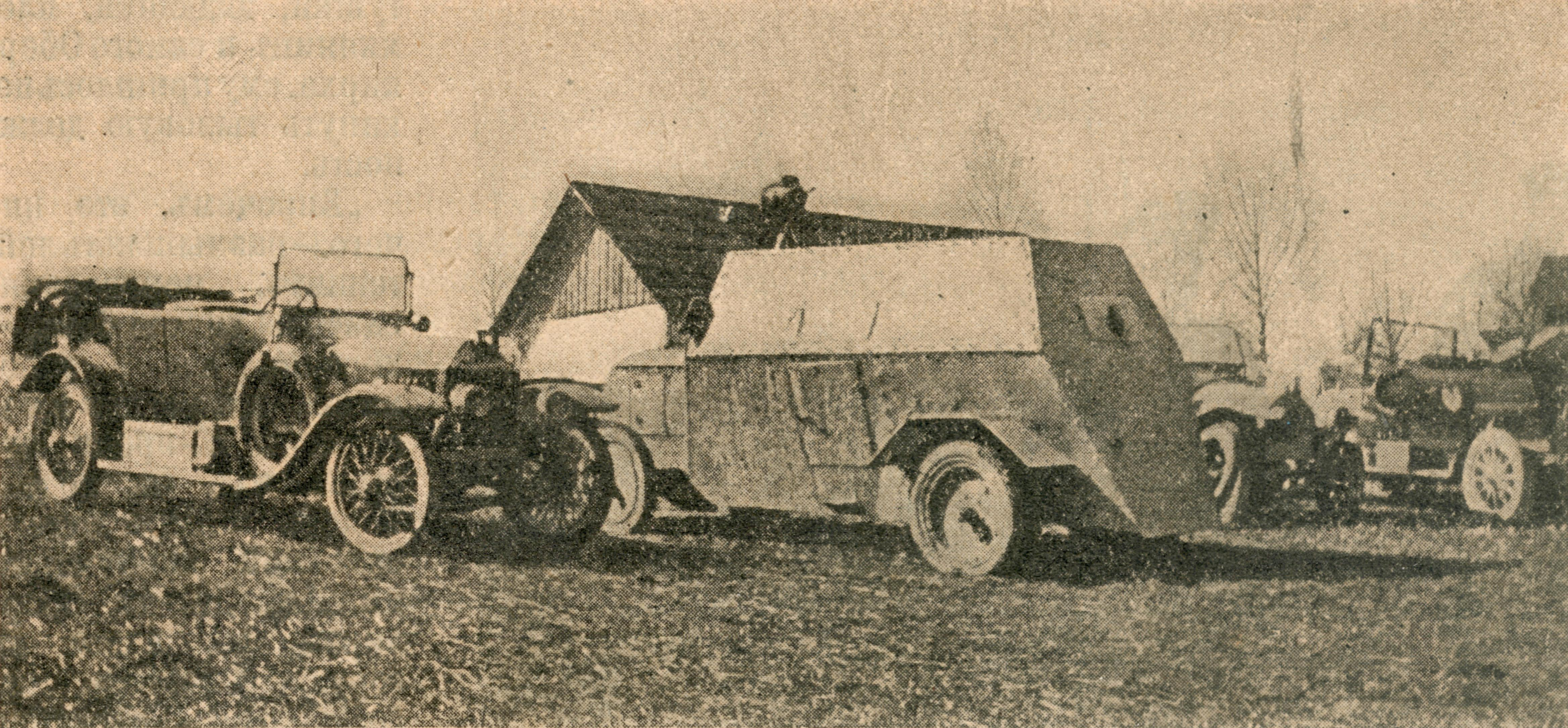
Ein Panzerwagen der Wilden Division abgebildet 1916 im russischen Wochenmagazin Niva

Die Wilde Division (russisch Дикая дивизия, transkribiert Dikaja diwisija) war eine Division der Kaiserlich Russischen Armee in der Zeit des Ersten Weltkriegs, in der muslimische Soldaten aus dem Kaukasus kämpften.

## Geschichte
Geführt wurde die Kavalleriedivision mit Beginn ihres Einsatzes im Ersten Weltkrieg von Großfürst Michail Alexandrowitsch Romanow, dem Bruder von Zar Nikolaus II.
Ihr offizieller russischer Name Кавказская туземная конная дивизия, übersetzt etwa Kaukasische Eingeborenen Kavalleriedivision, kam im deutschsprachigen Raum nie in Gebrauch und auch in der russischen Literatur wird sie in erster Linie als Wilde Division bezeichnet. Vgl. etwa unten die Literaturliste.
Die Division wurde kurz nach Beginn des Ersten Weltkrieges 1914 aufgestellt. Sie setzte sich aus 6 Regimentern zusammen und rekrutierte sich ausschließlich aus Freiwilligen. Eingetreten waren vor allem Männer aus Dagestan, Tschetschenien, Inguschetien sowie Tscherkessen, Kabardiner und Aserbaidschaner. Die Division wurde an der Südwestfront in Galizien gegen deutsche und österreichisch-ungarische Truppen eingesetzt, wo ihre wilden und wirksamen Angriffe gefürchtet waren.
Während der Kornilow-Affäre verweigerte die Wilde Division im Herbst 1917 den Befehl des Kommandeurs des 3. Kavallerie Korps (zu dem die Division gehörte) General Alexander Michailowitsch Krymow nach Petrograd zu marschieren, um dort durch Sturz der Regierung Kerenski den Kosakengeneral Lawr Georgijewitsch Kornilow an die Macht zu bringen. Dmitri Petrowitsch Bagration war der damalige Divisionskommandeur.

## Niederschlag in der Kunst
In Sergei Eisensteins Filmwerk Oktober über die Oktoberrevolution wird der Kornilow-Putsch im dritten Akt dargestellt. Die Dreharbeiten zur Darstellung der Wilden Division fanden am 28.–30. August 1927 statt. Eisenstein notierte zur Gewinnung der Komparsen: „Wir fanden einen Ausweg: Da es zu wenig Einheimische der ‚Kornilowschen Division’ gibt, mobilisierten wir alle kaukasisch-stämmigen Schuhputzer.“
Nikolai Nikolajewitsch Breschko-Breschkowski (1874–1943, Sohn der Revolutionärin Jekaterina Konstantinowna Breschko-Breschkowskaja), Journalist und Militärschriftsteller veröffentlichte 1920 in Riga seinen zweibändigen Roman Wilde Division, in der er die Geschichte der Division in 37 Kapiteln erzählte und damit eine Auflage von 100.000 Exemplaren erreichte. Eine Neuauflage erschien 1991 in Moskau im Verlag Prawda.
Wiktor Wiketjewitsch Masurowski (1859–1923) malte ein Ölbild mit dem Titel Wilde Division das einen berittenen Angriff der Division auf österreichische Infanterie darstellt.

## Spätere Verwendungen des Begriffes
Der Begriff: Wilde Division wurde später wiederholt im übertragenen Sinn verwendet.
So bezeichnete z. B. Leo Trotzki die ursprünglich wenigen Anhänger von Stalin im Politbüro und Zentralkomitee, wie Mikojan, Ordschonikidse, Kaganowitsch und Woroschilow als Wilde Division.
In Litauen zur Zeit der Sowjetherrschaft hatte sich am 14. Mai 1970 der Student Roman Talanta in einem Park – gegenüber dem Musik-Theater von Kaunas – mit mehreren Litern Benzin überschüttet und angezündet, „aus politischen Gründen“, so die litauischen Informanten. Anlässlich seiner Beerdigung kam es zu antisowjetischen Protesten. Zwei Polizisten kamen zu Tode und rund 800 Jugendliche wurden festgenommen, von denen 600 mit geschorenen Haaren wieder freigelassen wurden, während 200 sogenannte „Rädelsführer“ in einem der Gefängnisse der Landeshauptstadt Wilnjus (Wilna) inhaftiert blieben. Niedergeschlagen wurden die Proteste durch Fallschirmjäger, die am zweiten Tag des Aufstands eingesetzt worden waren, zusammen mit Spezialeinheiten des KGB aus Wilnjus, deren Mitglieder überwiegend aus dem kaukasischen Minderheiten-Gebiet Dagestan stammten. Die Dagestaner gingen, nach den Berichten Informanten besonders brutal vor und wurden seither „Dikaja diwisija“ (Wilde Division) genannt.
Im Mai 2014 während der Krise in der Ukraine bezeichneten nach Berichten tschetschenische Kämpfer auf Seiten der Separatisten ihre Einheit als dikaja diwisija, übersetzt „wilde Division“.